# Харди, Сэм
Самуэл Харди (англ. Samuel Hardy; 26 августа 1883 или 26 августа 1882, Честерфилд, Дербишир — 24 октября 1966, Честерфилд, Дербишир) — английский футболист, вратарь. Известен по выступлениям за клубы «Ливерпуль», «Астон Вилла», «Ноттингем Форест» и за национальную сборную Англии.

## Достижения

### Командные
- Чемпион Англии: 1905/06
- Обладатель Кубка Англии: 1913, 1920